# 蒙洛尼翁
蒙洛尼翁（法語：Montlognon，法語發音：[mɔ̃lɔɲɔ̃]）是法国瓦兹省的一个市镇，属于桑利斯区。

## 地理
蒙洛尼翁（49°9'52"N, 2°41'35"E）面积5.24 平方千米，位于法国上法蘭西大區瓦兹省，该省份为法国北部内陆省份，北起索姆省，西接厄尔省和滨海塞纳省，南至塞纳-马恩省和瓦兹河谷省，东临埃纳省。
与蒙洛尼翁接壤的市镇（或旧市镇、城区）包括：巴龙、方丹沙利、蒙塔尼圣费利西泰。

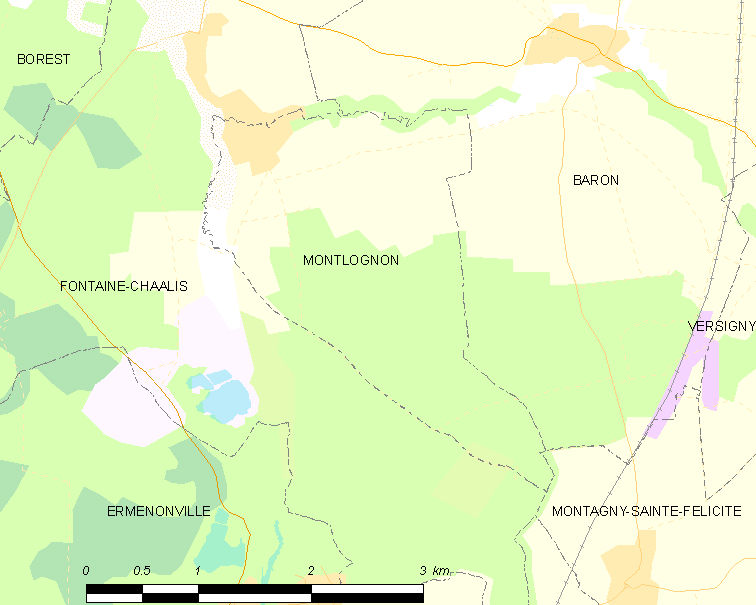
蒙洛尼翁的OSM定位图

蒙洛尼翁的时区为UTC+01:00、UTC+02:00（夏令时）。

## 行政
蒙洛尼翁的邮政编码为60300，INSEE市镇编码为60422。

## 政治
蒙洛尼翁所属的省级选区为楠特伊勒欧杜安县。

## 人口

1962-2008年间蒙洛尼翁人口变化图示

蒙洛尼翁于2022年1月1日时的人口数量为206人。